# Англичанин Павля
«Англичанин Павля» — рассказ из цикла «Денискины рассказы» советского писателя Виктора Драгунского. Название по заглавному герою Павля (Павел), который в летние каникулы «изучал английский язык и теперь небось может переписываться с английскими пионерами и читать английские книжки». 
Рассказ используется для преподавания русского языка иностранцам (Алексеева 2017; Суркова 2018).

## Персонажи
- Денис Кораблёв, младшешкольник.
- Мама — мать Дениса
- Павел, Павлик, он же Павля, Павля-Бородавля — друг Дениса
- Папа — отец Дениса

## Сюжет
Рассказ идёт от лица Дениса.
Действие происходит 31 августа, накануне первого сентября, когда Денис идёт во второй класс. Семья собирается есть арбуз, приходит Павел, который давно не был в гостях в семье Дениса.
- Ого, кто пришел! — сказал папа. — Сам Павля. Сам Павля-Бородавля!

— Садись с нами, Павлик, арбуз есть, — сказала мама
Павла расспрашивают родители Дениса, чем занимался летом. Тот отвечает, что два месяца изучал английский. После расспросов оказалось, что Павля изучил только как по-английски будет «Петя» — Пит.
- Вот завтра приду в класс и скажу Петьке Горбушкину: «Пит, а Пит, дай ластик!» Небось рот разинет, ничего не поймет. Вот потеха-то будет!